# Parafia św. Anny w Giżycku (rzymskokatolicka)
Parafia Świętej Anny w Giżycku  – rzymskokatolicka parafia leżąca w dekanacie Giżycko – św. Krzysztofa należącym do diecezji ełckiej. Została erygowana 1 lipca 1991 roku.

## Proboszczowie
- ks. prał. Stanisław Adamowicz (1991–2018)[2]
- ks. prał. Jan Karbowski (1 sierpnia 2018–31 lipca 2023)[3]
- ks. Piotr Butrymowicz (1 sierpnia 2023–30 stycznia 2024)
- ks. dr Wojciech Serowik (od 20 lutego 2024)